# Znak pieniężny
Znak pieniężny – emitowany przez bank centralny lub państwo materialny nośnik posiadania przez okaziciela określonej ilości jednostek pieniężnych mających wartość wymierną.

## Znak pieniężny a pieniądz
Rozwój bankowości doprowadził do oddzielenia pojęcia pieniądza (jako abstrakcyjnego miernika zasobów kapitałowych) od pojęcia znaku pieniężnego, którego fizyczne posiadanie oznaczało posiadanie określonej ilości pieniędzy.
Współczesna doktryna mówi, że na pieniądz składają się trzy elementy: jednostka pieniężna, suma pieniężna oraz znak pieniężny.
Ten ostatni jest materialnym nośnikiem jednostek pieniężnych.
Ze względu na zdolność płatniczą znaki pieniężne dzieli się na:
- rzeczywiste (obiegowe), będące prawnym środkiem płatniczym,
- wycofane z obiegu lub jeszcze do niego niewprowadzone,
- pozorne (monety pamiątkowe).

## Znaki pieniężne w Polsce
Zgodnie z ustawą z dnia 29 sierpnia 1997 r. o Narodowym Banku Polskim NBP posiada wyłączne prawo emitowania znaków pieniężnych na obszarze RP. Znakami pieniężnymi są banknoty i monety opiewające na złote i grosze. W Polsce stanowią one prawny środek płatniczy na obszarze RP. Każdą wartość wyrażoną w walucie polskiej można zapłacić dowolnymi banknotami i monetami wydanymi przez NBP.
Emisja znaków pieniężnych na mocy przepisów ustawy o NBP stanowi prerogatywę Prezesa NBP, który m.in. w drodze zarządzenia określa wzory i wartość nominalną banknotów oraz wzory, wartość nominalną, stop, próbę i masę monet oraz wielkość emisji znaków pieniężnych, jak również terminy wprowadzenia ich do obiegu.
Znaki pieniężne mogą być emitowane w celu uczczenia wybitnych postaci (np. zarządzenie Prezesa Narodowego Banku Polskiego z dnia 31 marca 2011 r. w sprawie ustalenia wzorów, stopu, próby, masy i wielkości emisji monet nominalnej wartości 2 zł, 20 zł, 25 zł, 100 zł i 1000 zł, upamiętniających „Beatyfikację Jana Pawła II – 1 V 2011”, oraz terminu wprowadzenia ich do obiegu), czy wydarzeń historycznych (zarządzenie Prezesa Narodowego Banku Polskiego z dnia 4 stycznia 2013 r. w sprawie ustalenia wzorów, stopu, próby, masy i wielkości emisji monet nominalnej wartości 2 zł, 10 zł, upamiętniających 150 rocznicę powstania styczniowego oraz terminu wprowadzenia ich do obiegu).
Utrata statusu prawnego środka płatniczego następuje po upływie terminu wycofania określonych znaków pieniężnych, wskazanego przez Prezesa NBP w drodze zarządzenia, a także w razie ich zużycia lub uszkodzenia.
Przestępstwem polegającym na podrabianiu lub przerabianiu znaków pieniężnych jest fałszowanie pieniędzy.

## Historia

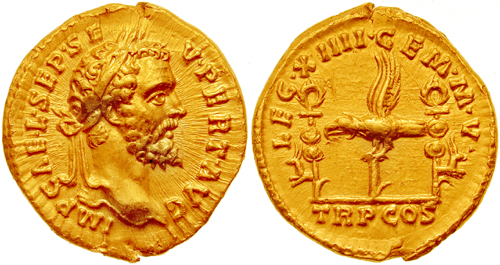
Złote monety Aureus – znaki pieniężne pieniądza kruszcowego

Pierwotnie wartość znaku pieniężnego była ściśle związana z wartością kruszcu, z którego był wykonany (był to tzw. pieniądz kruszcowy). Funkcja gwarancyjna państwa sprowadzała się wtedy do gwarancji wagi monety. Z czasem rozpoczął się proces psucia monety, polegający na zmniejszaniu przez emitenta zawartości metali szlachetnych w emitowanych monetach, przez co ich wartość jako kruszcu stawała się niższa od nominalnej. Państwo jako gwarant zapewniało wtedy pełną wymienialność wprowadzonego przez siebie środka płatniczego.
Podstawy teorii emisji pieniądza kruszcowego zbudował Mikołaj Kopernik w traktatach Tractatus de monete (1519), De estimatione monete (1522), Monetae cudendae ratio (1526). Sformułowane w nich zostało prawo zwane współcześnie prawem Kopernika-Greshama.
Banknoty jako znaki pieniężne pojawiły się w obrocie jako kwity depozytowe, emitowane przez instytucje, u których deponenci składali monety.
Rozwój kolekcjonerstwa numizmatycznego sprawił, że wartość dobrze zachowanych znaków pieniężnych jest często znacznie wyższa od nominalnej. W związku z tym obok znaków pieniężnych powszechnego obiegu emitowane są również i takie przeznaczone do obiegu kolekcjonerskiego. Znaki takie charakteryzujące się zwykle staranniejszym wykonaniem (np. monety kolekcjonerskie bite są często stemplem lustrzanym). W Polsce emisję znaków pieniężnych przeznaczonych na cele kolekcjonerskie prowadzi NBP na warunkach i według zasad ustalonych przez Zarząd NBP w drodze uchwały.